# Peregrine Bertie (1634-1701)
Peregrine Bertie (vers 1634 - 3 janvier 1701) est un homme politique anglais, le deuxième fils de Montagu Bertie (2e comte de Lindsey). Membre du parti de la cour, plus tard des conservateurs, il siège pour Stamford de 1665 à 1679 et de 1685 à 1687. Plus actif au Parlement au cours des années 1670, lui et d'autres membres de sa famille sont des partisans politiques du beau-frère de Bertie, le duc de Leeds, pendant plusieurs règnes. Bien qu'il n'ait jamais atteint une stature politique significative, il occupe plusieurs postes gouvernementaux mineurs: il est capitaine du Royal Regiment des Horse Guards jusqu'en 1679, et commissaire des douanes. Il siège pour Westbury après la Glorieuse Révolution, mais montre peu d'activité politique par rapport aux autres membres de sa famille. Il se retire du Parlement en 1695 et est décédé en 1701, laissant deux filles.

## Jeunesse
Lui et son frère cadet Richard Bertie (militaire) (en) quittent l'Angleterre après la mort de Charles Ier. Volontaire auprès du duc d'York dans l'armée française, il combat sous le commandement de Turenne au siège d'Arras. Lord Hatton rapporte l'avoir vu à Paris cette année-là, parlant en termes injurieux de Charles II et se préparant à porter un message du duc de Buckingham à Oliver Cromwell. Par la suite, il disparait de la vie publique jusqu'à la Restauration.

## Parlement cavalier
Il est cornette dans les Horse Guards en 1661 . Il se présente sans succès à Stamford cette année-là. Son père, royaliste, se joint à la famille Hatcher, les presbytériens, pour s'opposer au principal patron politique de l'arrondissement, le comte d'Exeter, mais ce sont les candidats d'Exeter, William Stafford et William Montagu, qui sont élus. L'élection fait l'objet d'un appel sur pétition, mais le comité électoral décide que le droit de vote à Stamford est limité aux hommes libres payant l'impôt, et l'élection de Stafford et Montagu est maintenue. Après la mort de Stafford en 1665, Bertie est élu lors de l'élection partielle qui suit.
Il n'est pas un député particulièrement actif, bien que certaines invocations de privilège parlementaire de sa part suggèrent qu'il est soucieux des privilèges du poste. Il siège d'abord à la cinquième session du Parlement cavalier, tenue à Oxford. Le jour de son introduction au Parlement, lui et son frère aîné Robert Bertie (3e comte de Lindsey) suivent leur beau-frère Thomas Osborne (1er duc de Leeds) en votant contre la mesure prise par Edward Hyde (1er comte de Clarendon) pour imposer un serment de non-résistance à l'ensemble du royaume, qui est donc battu de façon inattendue . Plus tard dans la session, il siège au comité pour l'acte de réalisation contre Joseph Bampfield et d'autres républicains anglais au service des néerlandais. Le 14 septembre 1667, il est nommé lieutenant dans la troupe des Horse Guards de Lord Hawley . Au cours de la même année, il est nommé aux commissions d'évaluation de Westminster et du Lincolnshire.
Il continue à être identifié avec le parti de la cour (les futurs conservateurs) pour la durée du Parlement cavalier. Il est nommé dans des comités impliqués dans la lutte contre les catholiques et les Non-conformistes, mais la plupart de ses activités parlementaires au début des années 1670 sont liées aux intérêts de la famille Bertie ou aux affaires locales du Lincolnshire. En 1671, il est nommé à la commission des comptes du fonds des officiers loyaux et indigents. Dans ce rôle, lui et John Grobham Howe sont envoyés à Edward Turnour, le baron en chef de l'Échiquier, en janvier 1673 pour lui demander d'accélérer le passage des comptes de Sir John Bennet dans les fonds à l'Échiquier. Début février, il participe au débat sur la conduite de George Villiers (2e duc de Buckingham), suggérant que les Communes entendent Sir Thomas Williams, qui ont dénoncé la condamnation de Buckingham à l'égard du roi, avant de demander l'approbation de la Chambre des lords dans leur résolution condamnant Buckingham.

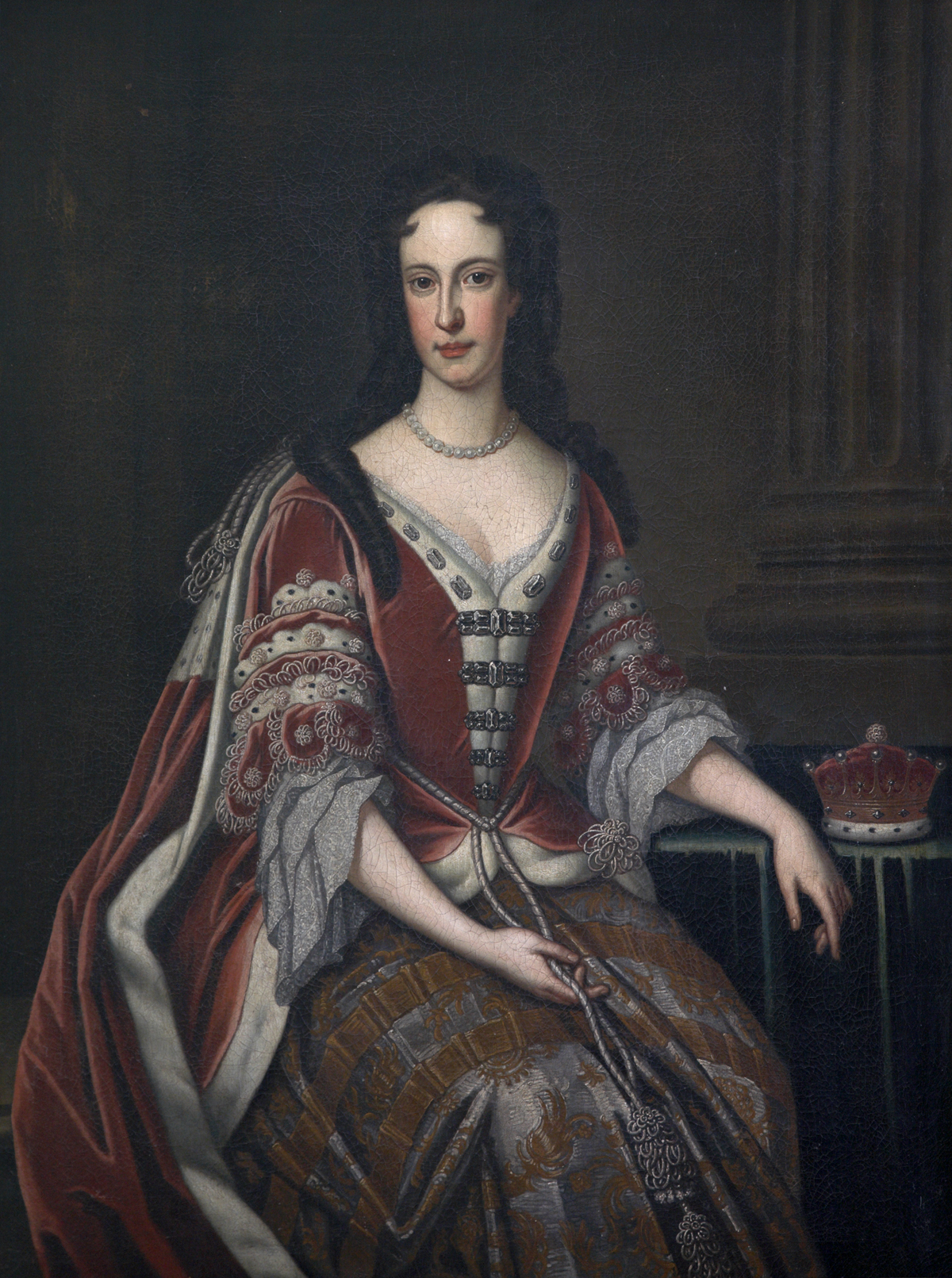
La fille de Peregrine, Bridget est devenue plus tard la comtesse Poulett par mariage.

Peu de temps après, Bertie épouse Susan Monins, fille de Sir William Monins, 2e baronnet, par qui il a trois filles:
- Bridget Bertie (décédée le 23 mars 1748), mariée le 14 avril 1702 à John Poulett (1er comte Poulett) ;
- Elizabeth Bertie, décédée célibataire;
- Mary Bertie, épouse d'abord Anthony Henley (1667-1711), puis Henry Bertie (décédé en 1735), son demi-cousin germain.

Il quitte la commission d'évaluation de Westminster en 1674 et est nommé commissaire du Bureau des aliénations en août 1675, en remplacement d'Alexander Halsall . Au cours de cette année, il est le scrutateur de l'ajournement du débat sur le discours du roi. Il est également nommé au comité pour empêcher les catholiques romains de siéger aux Lords et aux Communes. Le 15 juillet 1676, après la mort de Sir Francis Wyndham, Bertie lui succède comme capitaine d'une troupe de Horse Guards . Il continue à bénéficier du patronage d'Osborne, maintenant Lord Danby et Lord grand trésorier. En juillet 1676, Danby le nomme à un poste aux douanes à Londres à la mort de George Peake  et de 1677 à 1678, il est le receveur des taxes sur les navires dans le Kent . Sans surprise, compte tenu de ses nominations officielles, Bertie est identifié par ses contemporains au parti de la Cour. En 1678, son jeune frère Charles Bertie (1640-1711) est également élu pour Stamford lors d'une élection partielle.
Bertie s'oppose naturellement à la procédure contre Danby qui commence en décembre 1678, mais est néanmoins nommé au comité pour examiner la destitution de Danby. Aux Élections générales anglaises de mars 1679, Sir Richard Cust, ancien allié des Berties, et William Hyde obtiennent le soutien du nouveau comte d'Exeter à Stamford. La crise d'exclusion a affaibli la position des Berties; les électeurs de Stamford sont maintenant indifférents à l'influence de la Cour, et l'influence électorale d'Exeter est suffisamment forte pour que Charles et Peregrine se retirent du scrutin avant le vote. La troupe de Horse Guards de Peregrine escorte les commissaires nommés par le nouveau Parlement pour dissoudre l'armée permanente à travers East Anglia en juin 1679. Plus tard ce même mois, il démissionne de son mandat et est remplacé par Thomas Lucy . La mort de son beau-frère Sir Thomas Monins, 3e baronnet en 1678 a laissé sa femme cohéritière du domaine de Waldershare. Elle devient finalement la seule propriétaire  et Bertie y réside pour le reste de sa vie. En 1680, il est démis de ses fonctions de commissaire à l'évaluation dans le Lincolnshire et nommé juge de paix dans la région de Holland et de Lindsey, et il est membre de la Honourable Artillery Company en 1682. Il échange son poste dans les douanes contre celui d'arpenteur en 1683, en remplacement de feu Samuel Cust; il est remplacé par Edward Le Neve ,.

## Sous Jacques II
L'arrondissement de Stamford est réformé en février 1685 pour le placer fermement sous l'influence de la Cour. Lord Exeter est évincé comme enregistreur en faveur du frère aîné de Peregrine, Robert Bertie (3e comte de Lindsey), et Peregrine et Charles sont nommés échevins de Stamford. Peregrine est également nommé échevin de Boston et est membre des plusieurs corporations jusqu'en octobre 1688. Les deux frères sont élus députés pour Stamford dans le Parlement Loyal, probablement sans scrutin. Peregrine siège à six comités de ce Parlement et est nommé homme libre et bailli d'Oxford en 1687. Les Berties, comme de nombreux Tories, sont attachés à l'Église d'Angleterre et contraints à l'opposition par les politiques religieuses de Jacques II. Après la dissolution du Parlement, Lindsey suggère que la corporation réélise Charles et William Hyde, la candidature de ce dernier permettant de se concilier Lord Exeter. Lindsey tente de trouver une place pour Peregrine à Grantham sous le patronage du comte de Rutland, qui a épousé leur nièce Catherine Noel et est enregistreur de la ville. Cependant, c'est le député et échevin en exercice, Thomas Harrington, qui rejette la candidature de Peregrine.

## Après la révolution
Après la Glorieuse Révolution, Peregrine est réélu au Parlement de la Convention pour Westbury sous le patronage de son demi-frère, le comte d'Abingdon. Il fait partie de la minorité de la Chambre des communes qui convient avec les Lords que malgré sa fuite, Jacques II n'a pas quitté le trône. Sinon, il montre peu d'activité dans ce Parlement. Il propose une motion pour exempter Sir William Williams de l'acte d'indemnisation, mais les Communes votent de justesse pour ne pas exclure nommément les individus de l'acte. Danby propose Bertie comme envoyé en Hollande, mais Guillaume III d'Orange-Nassau le rejette comme inapte au poste.
Bertie est de nouveau réélu pour Westbury aux Élections générales anglaises de 1690 sans opposition. Tory comme le reste de sa famille, son rôle dans ce Parlement est éclipsé par ses parents, y compris son neveu et homonyme plus actif, Peregrine Bertie. La désaffection de Danby, maintenant marquis de Carmarthen, avec les autres pairs conservateurs semble avoir entraîné les Berties, dans une certaine mesure, dans l'opposition à la Cour pendant cette période. En 1694, cependant, Peregrine écrit à Lindsey pour suggérer que Charles pourrait saisir l'occasion d'une élection partielle à Stamford pour se mettre en meilleure position avec la Cour. En 1693, il abandonne son poste aux douanes et est remplacé par John Dove .
Il se retire aux Élections générales anglaises de 1695 et est remplacé par son neveu Robert. Il est décédé en 1701 et est enterré à l'église All Saints, Waldershare avec sa femme, qui l'a précédé dans la tombe en 1697. Son testament suggère qu'il est aisé à sa mort (Bridget et Mary ont chacune reçu des dot de 10000 £) et en bons termes avec son beau-frère Carmarthen, maintenant duc de Leeds.